# Tyra Fenton
Tyra Fenton (* 2010) ist eine antiguanische Leichtathletin, die sich auf den Sprint spezialisiert hat.

## Sportliche Laufbahn
Erste internationale Erfahrungen sammelte Tyra Fenton bei den CARIFTA Games 2024 in St. George’s, bei denen sie in 23,97 s die Bronzemedaille im 200-Meter-Lauf in der U17-Altersklasse sowie in 54,89 s auch über 400 Meter gewann. Zudem gelangte sie mit der antiguanischen Mixed-Staffel über 4-mal 400 Meter mit 3:42,18 min auf Rang sieben. Im Jahr darauf siegte sie bei den CARIFTA Games in Port of Spain in 53,93 s im 400-Meter-Lauf und gewann über 200 Meter in 23,68 s erneut die Bronzemedaille in der U17-Altersklasse.
2024 wurde Fenton antiguanische Meisterin im 400-Meter-Lauf.

## Persönliche Bestleistungen
- 200 Meter: 23,68 s (−0,4 m/s), 21. April 2025 in Port of Spain
- 400 Meter: 53,93 s, 19. April 2025 in Port of Spain